# Бајлштајн (Мозел)
Бајлштајн (њем. Beilstein) општина је у њемачкој савезној држави Рајна-Палатинат. Једно је од 92 општинска средишта округа Кохем-Цел. Према процјени из 2010. у општини је живјело 145 становника. Посједује регионалну шифру (AGS) 7135007.

## Географски и демографски подаци
Бајлштајн се налази у савезној држави Рајна-Палатинат у округу Кохем-Цел. Општина се налази на надморској висини од 90 метара. Површина општине износи 1,7 km². У самом мјесту је, према процјени из 2010. године, живјело 145 становника. Просјечна густина становништва износи 86 становника/km².